# 保罗·福斯特
保罗·福斯特（英語：Paul Foerster，1963年11月19日—），美国男子帆船运动员。他曾代表美国参加1988年、1992年、2000年和2004年夏季奥林匹克运动会帆船比赛，获得一枚金牌和二枚银牌。